# Kieren Perkins
Kieren Perkins OAM (* 14. August 1973 in Brisbane) ist ein ehemaliger australischer Schwimmer.
Er wurde bei den Olympischen Spielen 1992 in Barcelona und den Olympischen Spielen 1996 in Atlanta jeweils Olympiasieger über 1500 m Freistil. Bis Sommer 1996 hatte er bereits zehn Weltrekorde aufgestellt, wobei er 1992 eine Zeit lang dreifacher Weltrekordhalter über die 400-, 800- und 1500-Meter-Freistilstrecke war. Im Jahr 2000 konnte er bei den Olympischen Spielen in seinem Heimatland nur die Silbermedaille über die lange Distanz gewinnen.
Für die Verdienste um den Sport als Goldmedaillengewinner bei den Olympischen Spielen 1992 wurde er 1993 mit der Medaille des Order of Australia ausgezeichnet. Im Jahr 1994 wurde er zum Welt-Schwimmer des Jahres gewählt. 2002 wurde er in die Sport Australia Hall of Fame und 2006 in die Ruhmeshalle des internationalen Schwimmsports aufgenommen.